# Francesco Paolo Tosti
Francesco Paolo Tosti (Ortona, 9 de abril de 1846-Roma, 2 de diciembre de 1916) fue un compositor italiano, nacionalizado posteriormente británico, muy conocido en su tiempo por sus canciones. 

## Infancia y juventud
Hijo de un comerciante de Ortona, recibió las primeras clases de música en su ciudad natal hasta que, con once años, se matriculó en el Conservatorio de San Pietro a Majella de Nápoles. Su profesor de composición, Saverio Mercadante, impresionado por el talento de Tosti, consiguió que le dieran un puesto de profesor asistente al tiempo que estudiaba, con lo que Tosti obtuvo un magro salario mensual. La mala salud le obligó a Tosti a dejar sus estudios y regresar a la casa de sus padres en Ortona, donde pasó varios meses en cama. Durante este tiempo, compuso varias canciones. Mandó dos de ellas a la editora musical Casa Ricordi y le fueron rechazadas, al igual que otras dos que mandó a una sociedad artística de Florencia.
Una vez recuperado de su enfermedad, abandonó Ortona y se trasladó a Ancona donde, dada su precariedad de medios económicos, debió sobrevivir durante cuatro semanas comiendo naranjas y pan duro.

## Triunfo en Roma

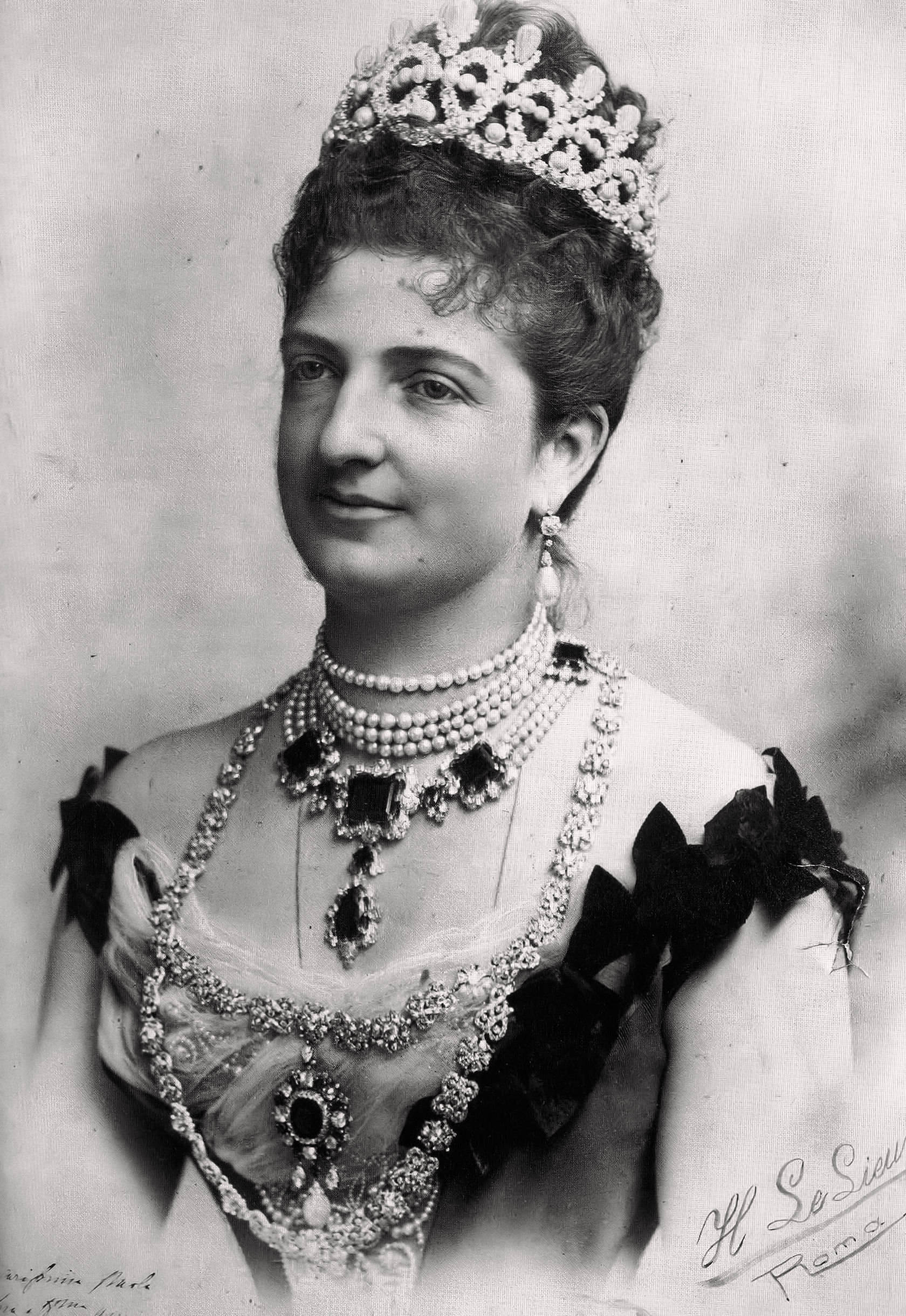
Margarita Teresa de Saboya, protectora de Tosti en Roma.

Finalmente llegó a Roma, donde su suerte cambió. En la capital de Italia comenzó a actuar como tenor. Gracias a su voz se convirtió en una celebridad en los ambientes sociales más distinguidos. Su amigo y protector, el pianista y compositor Giovanni Sgambati, le consiguió un recital en la Sala Dante al que asistió Margarita Teresa de Saboya (que posteriormente se convertirá en la reina consorte de Italia, al ser la esposa de Humberto I). La princesa quedó tan impresionada que nombró a Tosti su profesor de canto. Posteriormente, le nombrará también conservador del Archivo Musical de la Corte.

## Londres
A finales de la década de 1870 se trasladó a Londres, donde tuvo el apoyo del Lord Mayor y de su paisano, el violonchelista Gaetano Braga, entre otros influyentes personajes. En 1880 fue nombrado maestro de canto de la reina Victoria I, cargo que mantendrá con su sucesor Eduardo VII, que en 1908 le concedió el título nobiliario de barón. Tosti tenía ya la nacionalidad británica, aunque mantenía su estrecha relación con Italia, donde regresaba regularmente. Su fama como compositor de canciones fue enorme en Inglaterra. Una de sus obras, For ever and ever fue interpretada por Violet Cameron en el teatro The Globe.  Esta canción se hizo muy popular e incrementó la demanda de nuevas composiciones, hasta el extremo de que en 1885 Tosti era el compositor de canciones más popular del país y sus editores le pagaban cantidades astronómicas a cambio de veinte canciones nuevas al año.

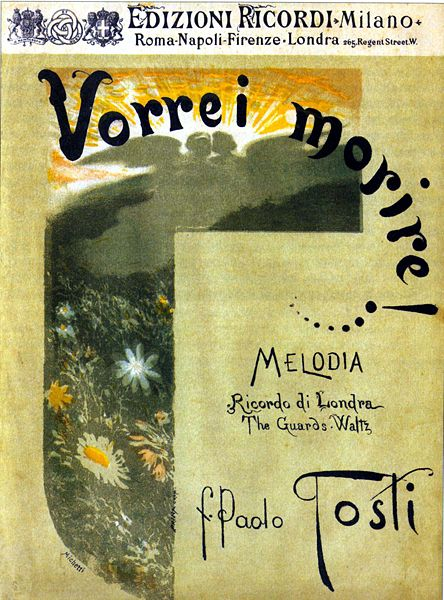
Portada diseñada por Francesco Paolo Michetti para la partitura de Vorrei morire, célebre canción de Tosti.

## Regreso a Italia
Tras la muerte del rey Eduardo VII, Tosti decidió abandonar el Reino Unido e instalarse definitivamente en Italia. En 1916 murió en Roma, en el Hotel Excelsior.

## Canciones
Compuso más de quinientas canciones para solista y piano, en las que utilizó textos de poetas como Antonio Fogazzaro, Rocco Pagliara y Gabriele d'Annunzio. Entre los títulos más famosos, figuran Malìa, Vorrei morir, Non t'amo più, L'ultima canzone, Ideale y A Marechiare (esta última se ha convertido en una de las canciones napolitanas más célebres).
Cantantes de la talla de Enrico Caruso, Giuseppe Di Stefano, Tito Schipa, Alfredo Kraus, Luciano Pavarotti o José Carreras han grabado sus canciones.